# Dodge Charger
O Dodge Charger é um automóvel produzido pela  americana Dodge.

## Brasil
No Brasil, o Dodge Charger R/T, foi fabricado até 1980 utilizando a carroceria do Dodge Dart como base (modelo igual ao Dodge Dart americano de 1969), e adereços especiais como grade fontal diferenciada (diversas versões ao longo dos anos), extensões na coluna traseira (alongamento extra dando aparência de maior agressividade/esportividade), teto em vinil na mesma cor do seu acabamento interior, rodas Magnum (opcionais), pneus radiais (opcionais), falsas entradas de ar no capô, motor de alta compressão e 215 cavalos de potência, faixas e interior em couro, dando um destaque único ao Dodge Charger brasileiro, e com alguns detalhes inexistentes nos modelos americanos e australianos, mas em nada semelhantes pois eram baseados na carroceria A-Body diferentemente dos modelos Charger americanos originais (B-Body) além de um motor de 318 polegadas cubicas (ou 5.2 litros) chamado de small block contra 383 até 440 polegadas cubicas dos americanos chamados de big block, em resumo não era de fato um Dodge Charger, o brasileiro era de fato um Dodge Dart modelo Charger. Usaram o nome Charger para promover maiores vendas com muito sucesso, pois desde a sua entrada em produção em 1971 até 1978 era o modelo de maior vendagem da linha de Dodges V8.
O Dodge Charger foi uma proposta básica do Charger R/T, mas com equipamentos básicos do Dodge Dart como calotas, pneus diagonais, bancos inteiriços, e interior em curvim, tendo todos adereços de série do Charger R/T como opcionais: motor de 215 cavalos, rodas especiais (opcionais), e interior com bancos separados (mas não de couro e sim, curvim e jersey).
Em 1973 a Chrysler do Brasil passou uma denominação oficial para distinguir o Charger do Charger R/T, ganhando o sobrenome LS (Luxo Sport).
Em 1975, foram fabricados apenas 55 unidades da versão LS, tornando uma raridade existente apenas no Brasil. Neste ano também foi o auge (maior sucesso de vendas) da produção de Dodges V8 no país, encabeçados pelo modelo Dodge Charger R/T, o modelo mais desejado.
Em 1979 o Dodge Charger R/T inovou no Brasil ao ser o primeiro modelo de linha regular a oferecer rodas de liga de magnésio como padrão do modelo (atualmente item raro e cobiçado). O modelo Charger R/T foi descontinuado em 1980 devido a pouca saída (baixo número de vendas), pois o modelo de Dodge mais cobiçado e vendido na época era o modelo Dodge Magnum que foi recebido pelo público em geral como sendo mais esportivo (apesar de ser de fato o modelo mais voltado ao luxo, substituindo do Gran Coupé).

## Primeira geração (1966–1967)

### 1966
Em 1966 a Chrysler lançava o Charger para brigar com seus concorrentes Pontiac GTO, Ford Mustang e Chevrolet Chevelle que já dominavam o mercado americano com seus potentes motores V8.
O novo Dodge exibia um visual inovador e agressivo, com os faróis embutidos em uma grade e uma bela carroceria com curvas que denunciavam sua vocação esportiva. Isso tudo sem esquecer a potente mecânica, pois os motores disponibilizados pela Chrysler na época eram verdadeiras usinas de força.
Vários modelos eram oferecidos, desde o menor 318 V8 de 5.2 litros com 230 cv até o grande 426 V8 Hemi de 7.0 litros, que tinha dois carburadores de corpo quádruplo (quadrijets) e cabeçotes de alumínio com câmaras de combustão hemisféricas, a origem da fama do Hemi. Este motor foi adaptado das pistas de corrida para as ruas, tendo alguns ajustes para ficar mais manso.

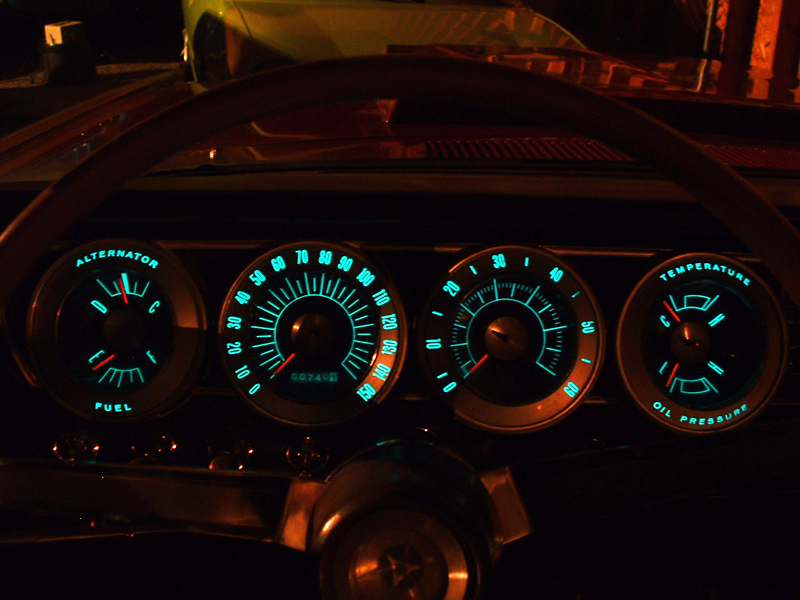
Painel de instrumentos do Charger 1966

O 426 tinha potência de 425bhp(431cv), torque de 67,7 kgfm e levava o Charger de 0 a 96 km/h em 6,3 segundos. Ele vinha equipado com câmbio manual de quatro marchas ou automático de três, as versões menos potentes eram vendidas com caixa manual de três velocidades.
Em todo Charger a suspensão traseira trazia uma mola semi-elítica adicional no lado direito e a estrutura era monobloco, com chassi e carroceria integrados.
No ano de seu lançamento foram vendidas 37.344 unidades. Além do desempenho, contribuíam o preço, e a excelente garantia de cinco anos ou 50 mil milhas. Desse total apenas 468 unidades tinham a motorização 426 Hemi, o que logo a tornou uma raridade.

### 1967
Um novo motor derivado dos utilitários da Chrysler foi lançado, o 440 V8 Magnum de 7.2 litros e gerava 375bhp(380cv) e 66,3 kgfm de torque. O 426 Hemi continuava sendo oferecido mas, mesmo com menor potência, o Magnum se tornava o motor mais cobiçado do modelo, devido ao alto custo do 426 e sua menor confiabilidade.

## Segunda geração (1968–1970)
O Charger foi redesenhado para 1968 e as vendas aumentaram. Com base na plataforma Chrysler B, em cada ano o modelo recebeu mudanças cosméticas para o exterior e interior, incluindo: uma grade inteiriça, luzes traseiras arredondadas e faróis ocultos. Os powertrains eram os mesmos que os usados no Charger de 1967. O modelo não teve sucesso em corridas de stock car como a NASCAR. Uma forma mais aerodinâmica criou o modelo Charger 500, que se tornou a base do Dodge Charger Daytona de 1969. Aparece no filme The Dukes of Hazzard de 1979 com o nome de General Lee, e também nos filmes de Velozes e Furiosos.

## Terceira geração (1971–1974)
A terceira geração do Charger foi introduzida no ano modelo de 1971. A plataforma B da Chrysler foi modificada para atender às novas normas de emissões e segurança. Disponível em seis pacotes diferentes com mudanças cosméticas que incluem: uma grade dividida, janela traseira semi fastback e um spoiler rabo de pato. Os chargers de 1973 e 1974 eram muito semelhantes aos de 1971, com pequenas diferenças na grade e nos faróis. O aumento nas vendas foi principalmente devido à eliminação do Dodge Coronet, o que significava que Dodge oferecia o estilo de corpo de duas portas de tamanho intermediário apenas como o Charger.

## Quarta geração (1975–1978)
O ano de 1975 modelo Charger continuou como um carro de corpo B e foi reestilizado. O novo Charger foi a tentativa da Dodge de mover o modelo para o crescente segmento de mercado de carros de luxo pessoais . A Dodge expandiu sua presença no mercado de carros pessoais de luxo em 1978, quando produziu dois carros da mesma classe: o Charger e o Dodge Magnum . Durante os anos que este carro foi produzido, um modelo de Daytona foi oferecido, com faixas que corriam ao longo do comprimento do carro.

## Quinta geração (1981–1987)
O Charger retornou em 1981½ como um coupé subcompacto hatchback com tração dianteira e câmbio manual de cinco marchas ou três velocidades. Este modelo do tipo econômico era similar ao Dodge Omni 024 , mas com um motor ligeiramente maior. O Charger estava disponível com o NA 2.2l SOHC ou um motor SOHC 2.2l turboalimentado. O turbo estava disponível apenas com a transmissão manual, ao contrário do Dodge Daytona. Um Charger da Shelby foi produzido a partir de 1983, com uma versão turbo disponível em 1984, produzindo 148 cavalos de potência (110 kW) a 5600 rpm e 160 libras-pés (220 N⋅m) de torque a 3200 rpm. O motor não possuía intercooler e usava um pequeno turbo t3 Garrett. Em 1985, a eletrônica foi atualizada, mas a saída de energia foi a mesma. Em 1986, a eletrônica foi atualizada.

## Sexta geração (2006–2010)
Depois de dezessete anos de tração nas rodas dianteiras, a Dodge reintroduziu o Charger em 2005 para o modelo 2006 em uma nova forma. Esta geração estava disponível apenas como um sedan de quatro portas usando a plataforma Chrysler LX. O projeto tinha a intenção de ser uma reminiscência dos Chargers das décadas de 1960 e 1970 e as luzes traseiras voltaram àquela época, assim como o novo capô estampado e painéis laterais. Esta geração estava disponível com opções de motor V6 e V8 acopladas a transmissões automáticas, bem como tração nas quatro rodas (AWD).
Em seu ano inaugural, o Dodge Charger estava disponível nas versões SE, SXT, R / T, R / T com Road / Track Performance Group, Police e Daytona R / T. O modelo SE básico incluía um motor V6 de 2,7 L, transmissão automática de 5 velocidades com função manual "AutoStick", rodas de 17 polegadas, ar condicionado, controle de tração de alta velocidade, bem como controle de estabilidade electrónico e ABS, um leitor de CD coluna de direção inclinada e telescópica, travas elétricas / espelhos / janelas e entrada remota sem chave. Recursos adicionais e acabamentos estavam disponíveis, incluindo o Charger R / T com um 5.7 L Hemi V8 acoplado a uma transmissão automática de 5 velocidades. Um sistema de deslocamento múltiplo que permite economizar combustível com apenas quatro cilindros também foi apresentado no V8.

O desempenho foi o foco do Charger SRT8 equipado com um motor Hemi de 6,1 L acoplado a um câmbio automático de 5 velocidades, além de conveniências como assento para passageiro dianteiro de oito vias, controle climático automático, grade especial e spoiler traseiro. guarnição interior, fáscia frontal especial e cobertura do motor, pontas de escape maiores, caixa de direção de desempenho, bancos dianteiros aquecidos com inserções de camurça perfurada, pedais de regulação de potência e cores especiais e acabamentos exteriores. Possui um pacote opcional Road / Track com 10 cavalos de potência adicionais, sistema de navegação GPS, sistema de áudio de 322 watts, teto solar e sistema de entretenimento de DVD no banco traseiro e rádio.

## Sétima geração (2011–presente)
O Dodge Charger recebeu um interior melhorado e um novo estilo exterior para a versão 2011. Isso incluiu novas pás laterais ao longo das portas dianteira e traseira, bem como faróis mais angulares, novo estilo de grade agressivo e uma forma mais definida e aerodinâmica em geral. Mais notavelmente, a extremidade traseira adotou um envoltório mais moderno em torno da luz traseira do LED, abrangendo quase todo o comprimento do tronco. A visibilidade do motorista foi melhorada em mais de 15%, atendendo a reclamações de anos anteriores. As indicações de estilo laterais e traseiras são reminiscentes dos modelos de 1968-1970.
O desempenho da base foi aumentado, com o motor V6 de 250 bhp de 3,5 L sendo substituído por um Pentastar 3.6L produzindo 292 cv (218 kW; 296 cv) a 6350 rpm e 260 lb.ft (353 N · m) a 4800 rpm. A transmissão automática de 4 velocidades foi substituída pelo auto A580 de 5 velocidades.
O SRT-8 não foi produzido para o ano do modelo de 2011.
O ano de 2012 trouxe uma nova transmissão automática de 8 velocidades para o modelo V-6. Este ano também foi o retorno do SRT-8 para a linha de modelos. O AWD também foi adicionado ao V6, tornando o AWD disponível em todos, exceto no modelo SRT-8.
Para os anos 2012 - 2018, a plataforma Super Bee (mais tarde chamado Scat Pack 15+) estava disponível, fazendo uso de características vistas em modelos regulares SRT-8 com acessórios e emblemas que lembram o muscle car dos anos 60 e 70. Estes incluíam um motor de 6.4L com 470 HP, quatro pinças Brembo de pistão, rotores com fenda, alavancas, recursos de lançamento SRT (como temporização 0-60, leituras Live G-Force e temporizadores de ¼ e arrancada de milha), bordado personalizado , e mais.
O modelo 2017 teve uma atualização para o sistema de navegação / exibição de 8.4 e foi reestilizado devido a problemas com o sistema anterior.
Para 2015, o Charger recebeu atualizações significativas de estilo exterior. Mais notavelmente, uma nova parte frontal que apresentava novas luzes LED e um nariz mais aerodinâmico que era menos inclinado e apresentava uma curva perceptível em torno da caixa do farol. Suspensões, interior e freios também foram redesenhados.

Todos os modelos, exceto o Charger Pursuit, agora vêm de fábrica com a transmissão automática de oito marchas. Em janeiro de 2014, o AWD Charger Pursuit apareceu e o modelo V8 R / T AWD desapareceu. As vendas do AWD Pursuit, desde então, dispararam.

## NASCAR

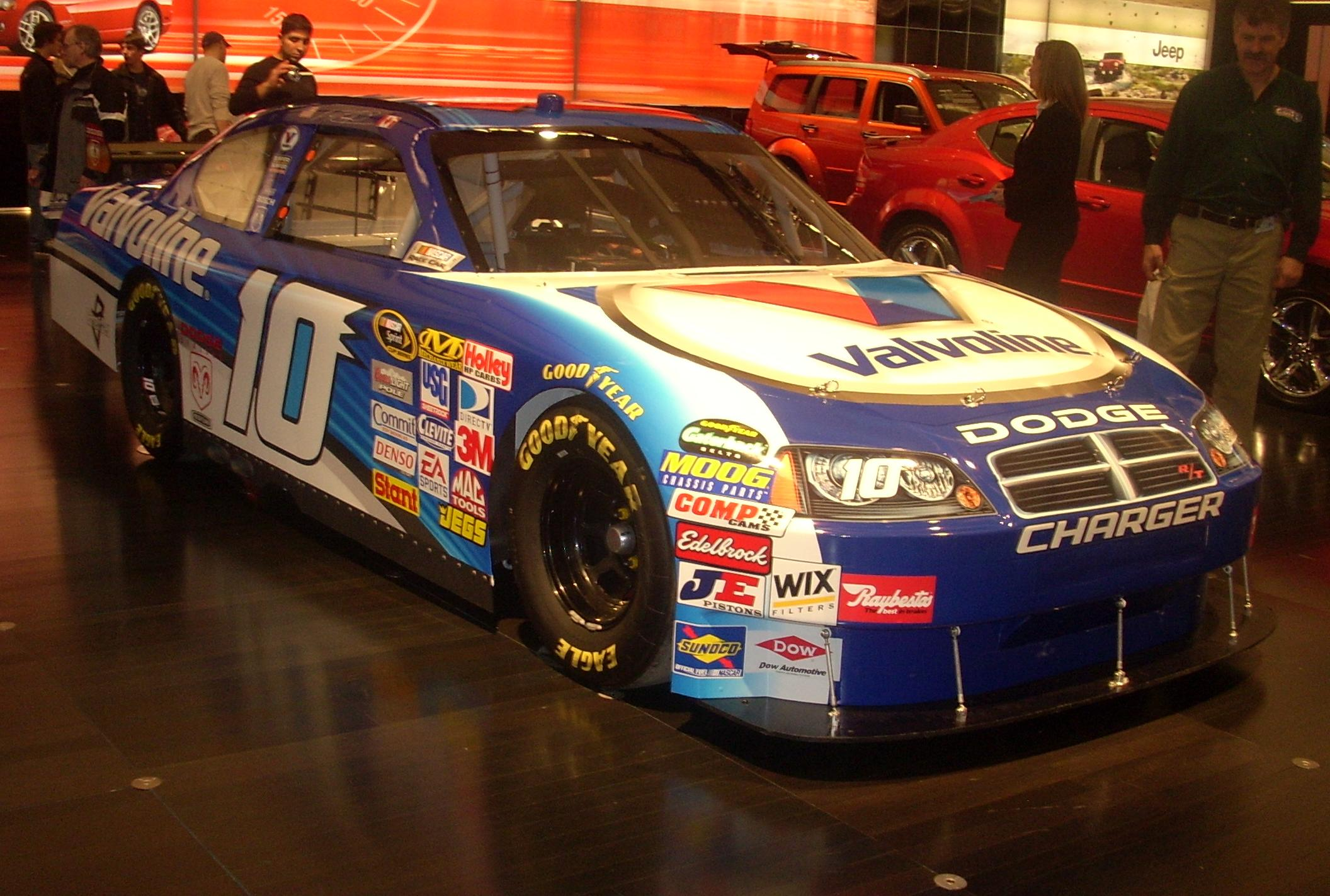
Dodge Charger na NASCAR em 2008.

O Charger representou a Dodge na NASCAR entre os anos de 2005 até 2012 pela categoria principal, a NASCAR Cup Series em substituição ao Dodge Intrepid.